# Kallidin
Kallidin là một kinin hoạt tính sinh học được hình thành để đáp ứng với tổn thương từ tiền chất kininogen thông qua hoạt động của kallikrein.
Kallidin là một decapeptide có trình tự là H-Lys-Arg-Pro-Pro-Gly-Phe-Ser-Pro-Phe-Arg-OH. Nó có thể được chuyển đổi thành bradykinin bởi enzyme aminopeptidase.
Nó có thể là chất nền cho carboxypeptidase M và N.
Kallidin giống hệt với bradykinin với dư lượng lysine được thêm vào ở đầu N và tín hiệu thông qua thụ thể bradykinin.